# Szubklinikai
A szubklinikai (vagy szubklinikus) jelzővel az orvostudományban azokat a nem egészséges állapotokat jellemzik, amelyek nem mutatnak tüneteket. Így pl. "szubklinikai" az a nem észlelhető, klinikai tünetet nem okozó folyamat, amely a betegnek nem okoz panaszt, és amit esetleg a szokásos orvosi vizsgálatok sem mutatnak ki.

## A név eredete
A kifejezés (angolul "subclinical") a konkrét betegség olyan korai stádiumának, szakaszának jellemzésére használják, amikor az adott kórnak nincs semmiféle felismerhető tünete - ezáltal elkülönítik  attól a szinttől, amikor már ún.n.  klinikai megbetegedéssé válna.

## Forrás
- esem.hu